# 중앙 난방

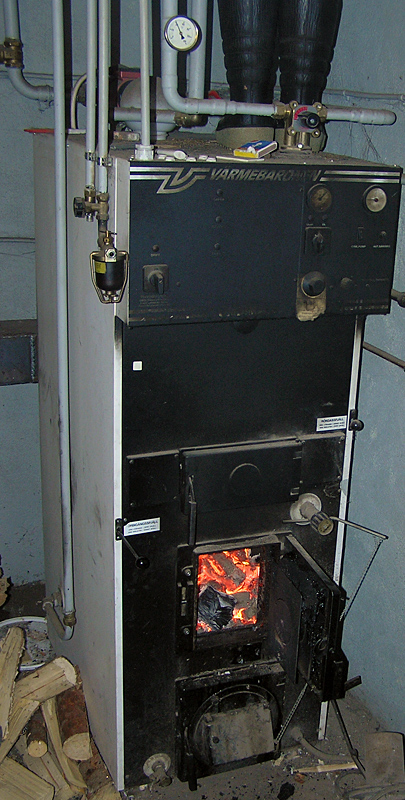
중앙 난방 장치

중앙 난방(中央煖房, 문화어: 구획난방, 영어: central heating) 시스템은 한 건물의 여러 방을 포함한 모든 곳에 따뜻한 기운을 제공한다.
건물의 기후를 제어하기 위해 다른 시스템과 함께 쓰일 때, 전반적인 시스템은 HVAC를 포함할 수도 있다. (난방, 환기, 공기 조화 설비)
중앙난방은 한 장소에 열을 공급하는 "지역난방"이나 각 가정에 마련된 보일러를 통해 공급되는 "개별난방"과는 다른 성격을 띄고 있다. 열 발생의 주된 공통 방식은 화석 연료를 아궁이나 보일러에서 태우는 것이다.

## 같이 보기
- 바닥밑 난방(en:Underfloor heating)
- 대류 난방기(en:Convection heater)
- 라디에이터
- 보일러
- 코타츠
- 이로리
- 난로
  - 벽난로
  - 석유난로
  - 전기난로
- 온돌
- 강
- 화로
- 하이포코스트
- 전기장판
- 에너지 절약
- HVAC
- 재생가능 에너지
- 마루 난방
- 풍력 에너지